# Perissus parvulus
Perissus parvulus là một loài bọ cánh cứng trong họ Cerambycidae.